# Amt Lütau
Het Amt Lütau is een Amt in de Duitse deelstaat Sleeswijk-Holstein. Het omvat tien kleine gemeenten in de Kreis Hertogdom Lauenburg. Het Amt vormt een Verwaltungsgemeinschaft met de stad Lauenburg/Elbe, die ook het bestuur voor het Amt uitvoert.

## Deelnemende gemeenten
1. Basedow
2. Buchhorst
3. Dalldorf
4. Juliusburg
5. Krukow
6. Krüzen
7. Lanze
8. Lütau
9. Schnakenbek
10. Wangelau